# 清水智幸
清水 智幸（しみず ともゆき、1963年6月6日 - ）は東京都出身の歯科医師、歯学博士、厚生労働省認定 臨床研究指導医。ストローマン・ジャパン（株）のインストラクター、フィリップスジャパン キーオピニオンリーダーを務める。ヨーテボリ大学名誉教授のヤン・リンデと、奥羽大学歯学部前教授の岡本浩に師事。

## 経歴
1988年、日本歯科大学卒業、日本歯科大学歯周病学教室入局。1991年、奥羽大学歯周病科入局。1994年、スウェーデン王立ヨーテボリ大学臨床歯学懇話会理事。1997年、日本歯科大学歯科理工学講座入局（特別研究生）。2000年、清水歯科クリニック開設。2009年、昭和大学歯学部顎口腔疾患制御外科学教室入局。同年より、東京マキシロフェイシャルクリニックの院長に就任（2015年、東京国際クリニック／歯科に名称変更）。

## 所属団体
- International Team for Implantology（ITI）メンバー
- ITI国際インプラント再生医学会 公認インプラントスペシャリスト
- 日本歯周病学会
- 日本臨床歯周病学会
- 日本歯内療法学会
- 日本歯科理工学会
- 臨床ゲノム医療学会　認定医

## 著書・共著
- 『スカンジナビアンスタイル口腔メインテナンス』 デンタルダイヤモンド社
- 『Lindhe臨床歯周病学とインプラント』 クインテッセンス出版株式会社
- 『Lindhe臨床歯周病学』 医歯薬出版株式会社
- 『根分岐部病変アトラス』 医歯薬出版株式会社
- 『エイジングインプラントロジー』 医歯薬出版株式会社
- 『高齢者への歯周治療と口腔管理』インターアクション株式会社